# 1857 Пархоменко
1857 Пархоменко (1857 Parchomenko) — астероїд головного поясу, відкритий 30 серпня 1971 року.
Тіссеранів параметр щодо Юпітера — 3,617.
Астероїд був відкритий в серпні 1971 року в Кримській астрофізичній обсерваторії і названий на честь української вченої Парасковії Георгіївни Пархоменко.